# Forteresse de Srebrenica (Ljubičevac)
Ne doit pas être confondu avec Forteresse de Srebrenica.
La forteresse de Srebrenica (en serbe cyrillique : Средњевековни утврђени град Сребрница ; en serbe latin : Srednjevekovni utvrđeni grad Srebrnica) est située à Ljubičevac, sur le territoire de la Kragujevac et dans le district de Šumadija, en Serbie. Elle est inscrite sur la liste des monuments culturels de grande importance de la République de Serbie (identifiant no SK 249).
La forteresse est également connue sous le nom de « Srebrnica ».

## Présentation
Les vestiges de la forteresse médiévale, familièrement connue sous le nom de « Kulina » (la « petite tour »), sont situées sur les pentes septentrionales du mont Rudnik, sur la rive droite de la rivière Srebrenica, un affluent de la Jasenica.
La forteresse, aujourd'hui en ruines, était construite en schiste concassé lié par du mortier ; son plan en forme de fer à cheval irrégulier est dû à la configuration du terrain. La partie la mieux conservée est l'ancien donjon carré qui se trouve à l'est de l'ensemble et dont les murs s'élèvent à une hauteur de 10 m.
Elle remonte vraisemblablement du XIVe siècle ; les premières sources mentionnant la forteresse remontent à 1395 et relient la citadelle au voïvode Nikola Zojić,, qui est dans sans doute un des fondateurs du monastère de Ramaća. Selon des textes conservés à Dubrovnik, le despote Stefan Lazarević et Đurađ Branković se sont rencontrés dans la forteresse.
Au milieu du XVe siècle, la citadelle a perdu son importance stratégique.
Aucune investigation archéologique n'a été conduite dans les lieux.